# Locomotion (singel OMD)
Locomotion – pierwszy singiel angielskiego zespołu OMD, pochodzący z piątego albumu studyjnego Junk Culture. Singiel został wydany 2 kwietnia 1984, a jego produkcją zajął się Brian Tench.

## Pozycje
| Lista (1984)             | Najwyższa pozycja |
| ------------------------ | ----------------- |
| UK Singles Chart         | 5                 |
| Australian Singles Chart | 30                |
| Dutch GfK Chart          | 8                 |
| Dutch Top 40             | 5                 |
| Irish Singles Chart      | 4                 |
| Swiss Singles Chart      | 22                |